# Regard de fous
Regard de fous est un film documentaire ivoiro-camerounais produit en 1987, sorti en 1988. 
C'est un film de la cinéaste ivoiro-camerounaise Werewere Liking, adapté de la pièce de théâtre Dieu Chose.